# Hesseni tartománygrófok és választófejedelmek listája
Az alábbi lista Hessen uralkodóit tartalmazza.

## Az egyesült Hessen (1264–1458)
| Név                                    | Uralkodása                        | Megjegyzések |
| -------------------------------------- | --------------------------------- | ------------ |
| I. Gyermek Henrik (* 1244. június 24.) | t.-gr.: 1264, †1308. december 21. |              |
| Idősb Ottó (* 1272)                    | t.-gr.: 1308, †1328. január 17.   |              |
| I. János (* 1278)                      | t.-gr.: 1308, †1311. február 14.  |              |
| II. Vas Henrik (* 1299/1302)           | t.-gr.: 1328, †1376. június 3.    |              |
| II. Könyves Hermann (* 1341)           | t.-gr.: 1376, †1413. május 24.    |              |
| I. Békés Lajos (* 1402. február 6.)    | t.-gr.: 1413, †1458. január 17.   |              |

## Az első felosztás (1458–1509)

### Alsó Hessen (Kassel,1458–1509)
| Név                                     | Uralkodása                           | Megjegyzések |
| --------------------------------------- | ------------------------------------ | ------------ |
| II. Frank Lajos (* 1438. szeptember 7.) | t.-gr.: 1458, †1471. november 8.     |              |
| I. Vilmos (* 1466. július 4.)           | t.-gr.: 1471–1493, †1515. február 8. |              |
| II. Vilmos (* 1469. április 29.)        | t.-gr.: 1493, †1509. július 11.      |              |

### Felső Hessen (Marburg,1458–1505)
| Név                                      | Uralkodása                       | Megjegyzések |
| ---------------------------------------- | -------------------------------- | ------------ |
| III. Gazdag Henrik (* 1440. október 15.) | t.-gr.: 1458, †1483. január 13.  |              |
| III. Lajos (* 1461 novembere)            | t.-gr.: ?, †1478. július 2.      |              |
| III. Vilmos (* 1471. szeptember 8.)      | t.-gr.: 1483, †1505. február 17. |              |

## Az egyesült Hessen (1509–1567)
| Név                          | Uralkodása                       | Megjegyzések |
| ---------------------------- | -------------------------------- | ------------ |
| Fülöp (* 1504. november 13.) | t.-gr.: 1509, †1567. március 31. |              |

## A második felosztás (1567–1918)

### Hessen-Kassel (1567–1866)
| Név                                    | Uralkodása                                   | Megjegyzések |
| -------------------------------------- | -------------------------------------------- | ------------ |
| IV. Bölcs Vilmos (* 1532. június 24.)  | t.-gr.: 1567, †1592. augusztus 25.           |              |
| Móric (* 1572. május 25.)              | t.-gr.: 1592–1627, †1632. március 15.        |              |
| V. Vilmos (* 1602. február 13.)        | t.-gr.: 1627, †1637. szeptember 21.          |              |
| VI. Vilmos (* 1629. május 23.)         | t.-gr.: 1637, †1663. július 16.              |              |
| VII. Vilmos (* 1651. június 21.)       | t.-gr.: 1663, †1670. november 21.            |              |
| Károly (* 1654. augusztus 3.)          | t.-gr.: 1670, †1730. március 23.             |              |
| I. Frigyes (* 1676. április 23.)       | t.-gr.: 1730, †1751. március 25.             |              |
| VIII. Vilmos (* 1682. március 10.)     | t.-gr.: 1751, †1760. február 1.              |              |
| II. Frigyes (* 1720. augusztus 14.)    | t.-gr.: 1760, †1785. október 31.             |              |
| IX. Vilmos (* 1743. június 3.)         | t.-gr.: 1785, vfj.: 1803, †1821. február 27. |              |
| II. Vilmos (* 1777. július 28.)        | vfj.: 1821, †1847. november 20.              |              |
| Frigyes Vilmos (* 1802. augusztus 20.) | vfj.: 1847–1866, †1875. január 6.            |              |

#### Hessen-Rotenburg (1627–1834)
| Név                                    | Uralkodása                        | Megjegyzések |
| -------------------------------------- | --------------------------------- | ------------ |
| IV. Hermann (* 1607. augusztus 15.)    | t.-gr.: 1627, †1658. március 25.  |              |
| I. Ernő (* 1623. december 8.)          | t.-gr.: 1658, †1693. május 2.     |              |
| Vilmos (* 1648. május 15.)             | t.-gr.: 1693, †1725. november 20. |              |
| II. Ernő Lipót (* 1684. június 15.)    | t.-gr.: 1725, †1749. november 29. |              |
| Konstantin (* 1716. május 24.)         | t.-gr.: 1749, †1778. december 30. |              |
| Károly Emánuel (* 1746. június 5.)     | t.-gr.: 1778, †1812. március 23.  |              |
| Viktor Amadeus (* 1779. szeptember 2.) | t.-gr.: 1812, †1834. november 12. |              |

#### Hessen-Wanfried (1627–1755)
| Név                             | Uralkodása                          | Megjegyzések |
| ------------------------------- | ----------------------------------- | ------------ |
| Frigyes (* 1617. május 9.)      | t.-gr.: 1627, †1655. szeptember 24. |              |
| Rotenburgi uralom (1655 – 1676) |                                     |              |
| Károly (* 1649. július 19.)     | t.-gr.: 1676, †1711. március 3.     |              |
| Vilmos (* 1671. augusztus 25.)  | t.-gr.: 1711, †1731. április 1.     |              |
| Keresztély (* 1689. július 17.) | t.-gr.: 1731, †1755. október 21.    |              |

#### Hessen-Rheinfels (1627–1754)
Rotenburgi Vilmos (†1693) uralkodik 1658-ig, amikor is egyesíti Hessen-Rotenburggal.

#### Hessen-Philippsthal (1663–1866)
| Név                                    | Uralkodása                             | Megjegyzések |
| -------------------------------------- | -------------------------------------- | ------------ |
| Fülöp (* 1655. december 14.)           | t.-gr.: 1663, †1721. június 18.        |              |
| I. Károly (* 1682. szeptember 23.)     | t.-gr.: 1721, †1770. május 8.          |              |
| Vilmos (* 1726. augusztus 29.)         | t.-gr.: 1770–1806, †1810. augusztus 8. |              |
| ...                                    |                                        |              |
| Lajos (* 1766. október 8.)             | t.-gr.: 1813, †1816. február 16.       |              |
| Ernő Konstantin (* 1771. augusztus 8.) | t.-gr.: 1816, †1849. december 25.      |              |
| II. Károly (* 1803. május 22.)         | t.-gr.: 1849, †1868. február 12.       |              |
| Ernő (* 1846. december 20.)            | t.-gr.: 1868–1918, †1925. december 22. |              |

#### Hessen-Philippsthal-Barchfeld (1721–1866)
| Név                             | Uralkodása                              | Megjegyzések |
| ------------------------------- | --------------------------------------- | ------------ |
| Vilmos (* 1692. április 1.)     | t.-gr.: 1721, †1761. május 13.          |              |
| Adolf (* 1743. június 29.)      | t.-gr.: 1761, †1803. július 17.         |              |
| Károly (* 1784. június 27.)     | t.-gr.: 1803–1806, ld. alant            |              |
| ...                             |                                         |              |
| Károly (2x)                     | t.-gr.: 1813, †1854. július 17.         |              |
| Alexis (* 1829. szeptember 13.) | t.-gr.: 1854–1866, †1905. augusztus 16. |              |

### Hessen-Marburg (1567–1604)
| Név                           | Uralkodása                      | Megjegyzések |
| ----------------------------- | ------------------------------- | ------------ |
| IV. Lajos (* 1537. május 27.) | t.-gr.: 1567, †1604. október 9. |              |

### Hessen-Rheinfels (1567–1583)
| Név                                    | Uralkodása                        | Megjegyzések |
| -------------------------------------- | --------------------------------- | ------------ |
| II. Ifjabb Fülöp (* 1541. április 22.) | t.-gr.: 1567, †1583. november 20. |              |

### Hessen–Darmstadt (1567–1918)
| Név                                | Uralkodása                                   | Megjegyzések |
| ---------------------------------- | -------------------------------------------- | ------------ |
| I. György (* 1547. szeptember 10.) | t.-gr.: 1567, †1596. február 7.              |              |
| V. Lajos (* 1577. szeptember 24.)  | t.-gr.: 1596, †1626. július 27.              |              |
| II. György (* 1605. március 17.)   | t.-gr.: 1626, †1661. június 11.              |              |
| VI. Lajos (* 1630. január 25.)     | t.-gr.: 1661, †1678. április 24.             |              |
| VII. Lajos (* 1658. június 22.)    | t.-gr.: 1678, †1678. augusztus 31.           |              |
| Ernő Lajos (* 1667. december 15.)  | t.-gr.: 1678, †1739. szeptember 12.          |              |
| VIII. Lajos (* 1691. április 5.)   | t.-gr.: 1739, †1768. október 17.             |              |
| IX. Lajos (* 1719. december 15.)   | t.-gr.: 1768, †1790. április 6.              |              |
| X./I. Lajos (* 1753. június 14.)   | t.-gr.: 1790, nhcg.: 1806, †1830. április 6. |              |
| II. Lajos (* 1777. december 26.)   | nhcg.: 1830, †1848. június 16.               |              |
| III. Lajos (* 1806. június 9.)     | nhcg.: 1848, †1877. június 13.               |              |
| IV. Lajos (* 1837. szeptember 12.) | nhcg.: 1877, †1892. március 13.              |              |
| Ernő Lajos (* 1868. november 25.)  | nhcg.: 1892–1918, †1937. október 9.          |              |

## Fordítás
- Ez a szócikk részben vagy egészben  a   List of rulers of Hesse című angol Wikipédia-szócikk fordításán alapul.  Az eredeti cikk szerkesztőit annak laptörténete sorolja fel. Ez a jelzés csupán a megfogalmazás eredetét és a szerzői jogokat jelzi, nem szolgál a cikkben szereplő információk forrásmegjelöléseként.